# Yōhei Kajiyama
Yōhei Kajiyama (梶山 陽平 Kajiyama Yōhei?,  nacido el 24 de septiembre de 1985 en Kōtō, Tokio) es un futbolista japonés que se desempeñaba como centrocampista.
Yōhei Kajiyama fue elegido para integrar la selección de fútbol sub-23 del Japón en los Juegos Olímpicos de Verano de 2008.

## Trayectoria

### Clubes
| Club            | País   | Año    |
| --------------- | ------ | ------ |
| FC Tokyo        | Japón  | 2003 - |
| Panathinaikos   | Grecia | 2013   |
| Oita Trinita    | Japón  | 2013   |
| Albirex Niigata | Japón  | 2018 - |